# Pagudpud
Pagudpud is een gemeente in de Filipijnse provincie Ilocos Norte op het eiland Luzon. Bij de laatste census in 2010 telde de gemeente bijna 22 duizend inwoners.
Pagudpud staat bekend om haar witte stranden en is daardoor een toeristische trekpleister.

## Geografie

### Bestuurlijke indeling
Pagudpud is onderverdeeld in de volgende 16 barangays:
| - Aggasi - Baduang - Balaoi - Burayoc - Caparispisan - Caunayan - Dampig - Ligaya | - Pancian - Pasaleng - Poblacion 1 - Poblacion 2 - Saguigui - Saud - Subec - Tarrag |

## Demografie
Pagudpud had bij de census van 2010 een inwoneraantal van 21.877 mensen. Dit waren 1.492 mensen (7,3%) meer dan bij de vorige census van 2007. Ten opzichte van de census van 2000 was het aantal inwoners gegroeid met 2.562 mensen (13,3%). De gemiddelde jaarlijkse groei in die periode kwam daarmee uit op 1,25%, hetgeen lager was dan het landelijk jaarlijks gemiddelde over deze periode (1,90%).

De bevolkingsdichtheid van Pagudpud was ten tijde van de laatste census, met 21.877 inwoners op 194,9 km², 112,2 mensen per km².